# Gran Fraternidad Universal
La Gran Fraternidad Universal (GFU) es una organización de carácter cultural, no gubernamental, mundial, apolítica, con el objetivo de reunir la ciencia, el arte y la filosofía para un perfeccionamiento intelectual y una reeducación espiritual del ser humano , sin distinciones de raza, nacionalidad, sexo, credo o clase social. 
Cuenta con delegaciones en: Sudamérica, Europa y Australia. Fundada en 1948 en Caracas (Venezuela) por el escritor, yogui, artista y astrólogo Serge Raynaud.

## Actividades y principios
- yoga
  - Hatha yoga
- meditación
- astrología
- Implementación de āśram (lugares para el desarrollo espiritual).
- vegetarianismo
  - ovo lacto vegetarianismo
- conferencias, foros o conversatorios sobre temas diversos
- excursiones y convivencias
- clases de música
- clases de apoyo para niños
- consulta médica natural
- simposios, congresos, convenciones y seminarios
- encuentros mundiales para la fraternidad humana
- colonias de capacitación para servicio social
- coplanets.[1]

## Historia

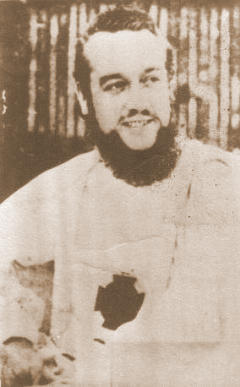
Serge Raynaud.

En noviembre de 1947, el astrólogo francés Serge Raynaud partió hacia el continente americano acompañado por su esposa y dos discípulos, quienes recibían conocimientos esotéricos. Después de pasar por Nueva York y Guatemala, su ciudad destino fue Caracas (Venezuela), donde lo espera un personaje desde hacía 10 años y del cual Serge, no sabía siquiera de su existencia: José Manuel Estrada, quien había creado un grupo de varias personas dentro de la Iglesia católica liberal, de la cual él era sacerdote y Presidente para ese entonces, donde sostenía la creencia de que un hombre habría de venir de ultra mar para iniciar una transformación del mundo, mismo que posteriormente se convertiría en el primero y más avanzado discípulo de Serge Raynaud y con quien funda La Gran Fraternidad Universal. 
El 21 de marzo de 1948, Serge Raynaud ―de 32 años de edad― fundó en Caracas, Venezuela, la Gran Fraternidad Universal, dando inicio a su «misión pública» (según sus propias palabras).
Según sus escritos, y basado en cálculos matemáticos, el 21 de marzo de 1948 el punto vernal habría entrado en la constelación de Aquarius (es decir la entrada del Sol por precesión equinoccial en la constelación del Aguador), detalle astronómico con el que se celebra el comienzo de la Nueva Era y la anterior implantación de la Gran Fraternidad Universal.
Serge Raynaud
Serge Raynaud estableció la primera colonia espiritual o áshram en El Limón (Maracay), donde residió con su esposa y preparó a sus primeros discípulos. En Caracas se desarrolló la primera Escuela Iniciática (llamado Colegio Iniciático) de la Suprema Orden del Aquarius. Enseñanzas del Dr. José Manuel Estrada: "Mis Comunicados", 1a. Ed. de Carlota Castañeda y Leonardo Phillips México, D.F., 1983.
Serge Raynaud estuvo poco menos de tres años en Venezuela. En junio de 1949 partió hacia Nueva York a un «congreso espiritual». Pero intempestivamente escribió a sus discípulos que se retiraría a fin de darse más individualmente a un deber esotérico y transmitió el «cargo administrativo» y el «poder iniciático» a José Manuel Estrada, quien quedó como director general del grupo.
En realidad ―según su esposa Louise Baudin, que lo acompañaba― el Gobierno venezolano le había negado la visa de reingreso al país.
Ocho años después, en 1958, José Manuel Estrada ―que había roto toda comunicación con el Dr. Serge Raynaud hacía varios años― abandonó el movimiento (habiendo sido obligado a hacerlo por presión de De Raynaud, estando este último aconsejado por la señora Louise B. de Raynaud), dejándolo en manos de tres discípulos: Alfonso Gil Colmenares, Juan Víctor Mejías y el Dr. David Ferriz Olivares. Al ver deformado casi totalmente el movimiento por parte de estos tres últimos discípulos, Estrada creó (hasta 1971) la GFU SRF Línea Solar A.C., que después (al fallecer Estrada) fue cambiado el nombre al de RedGFU (la cual experimentó grandes mejorías desde la Enseñanza Original que Estrada realizó y aprendió del propio fundador).
De la GFU Línea Solar surgieron también otros cuatro grupos:
- GFU Línea Solar del Sur, fundada por José Rafael Estrada.
- Mancomunidad de la América India Solar (M.A.I.S.), fundada por Domingo Días Porta · MAIS-A.C.
- AGFU, fundada por Pedro Enciso Ruvalcaba.
- agrupación sin nombre, fundada por Carlos Elías Michán.

En 1990, el S.Ch. David Juan Ferriz Olivares (discípulo predilecto del Maestre Raynaud) después de un largo y arduo trabajo a través de todos esos años transcurridos y bajo la supervisión directa, mantuvo contacto permanente a través de cartas con Serge Raynaud hasta que este falleció en 1962. El Dr. David Juan Ferriz Olivares decidió emprender un Éxodo en virtud de la deformación de la literatura e indicaciones normativas para la G.F.U. inicial y posteriormente deformada. Al Maestro David Ferriz se le calumnió, difamó y recibió todo tipo de maltrato producto de las discordias e inconformidades por parte de los señores VSA Alfonso Gil Colmenares y VSA Juan Víctor Mejías. No obstante y antes de ello, el Dr. David Ferriz Olivares definió, estructuró, organizó y realizó el registro legal de Magna Fraternitas Universalishttp://www.magnanet.org/; haciendo parte de un conjunto de cinco fundaciones que se originaron con base en el pensamiento de Serge Raynaud. Al Dr. David Ferriz Olivares se le define como el discípulo del Saber.
Se sabe que un grupo de otros seguidores del Maestro David Ferriz Olivares crean otras ramas:
- Asinthra (de Tobías de Jesús Acosta).
- Asociación Mundial del Saber (del Dr. Florencio Vásquez).
- Fundación Dr. Serge Raynaud de la Ferrière (de Fernando Málaga).
- Fundación Serge Raynaud de la Ferrière (del Dr. Esteban Amaro Ayala).

La Fundación original ha continuado sus labores ininterrumpidamente desde 1948, su sede central se encuentra ubicada en Caracas - Venezuela (calle Guamito a Minerva #5B).